# Jüdischer Friedhof Nonnenweier

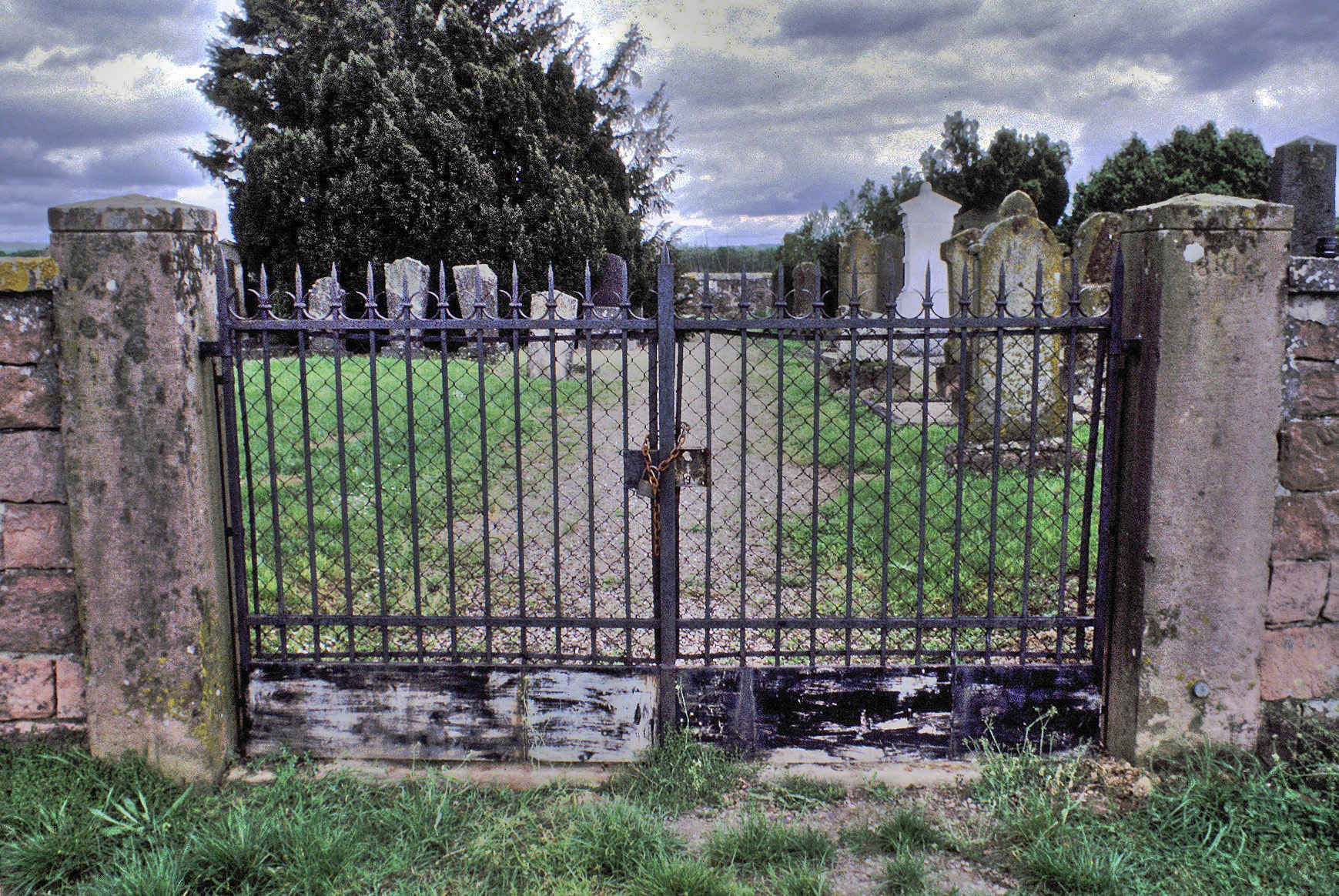
Kulturdenkmal Jüdischer Friedhof – Nonnenweier

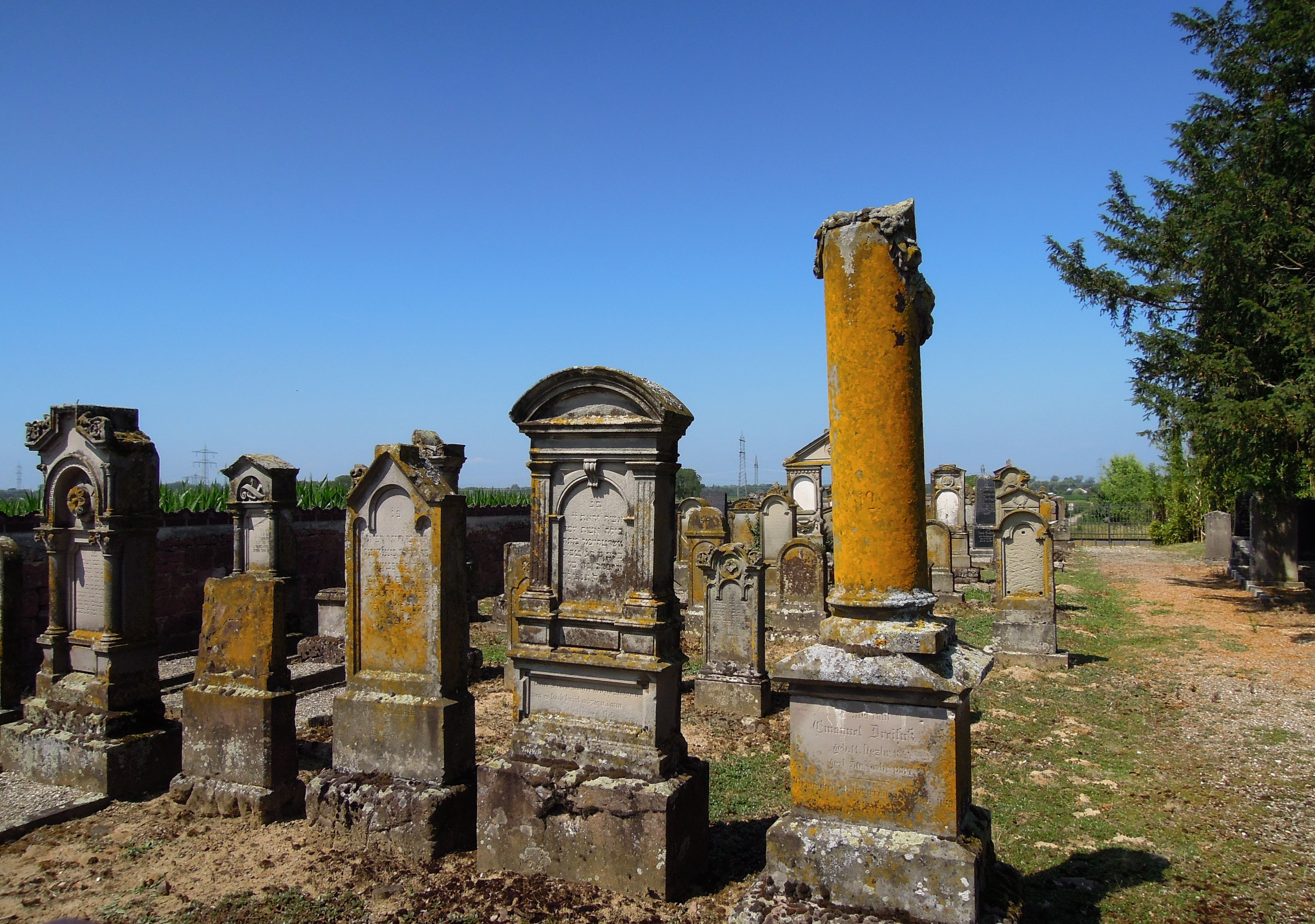
Grabsteine

Der Jüdische Friedhof Nonnenweier ist ein jüdischer Friedhof in Nonnenweier, einem Ortsteil der Gemeinde Schwanau im Ortenaukreis in Baden-Württemberg. Der Friedhof ist ein geschütztes Kulturdenkmal.
Die Toten der jüdischen Gemeinde Nonnenweier wurden zunächst auf dem Verbandsfriedhof, dem jüdischen Friedhof Schmieheim beigesetzt. 1880 wurde ein eigener Friedhof in der Flur Auf dem Rebgarten errichtet. Der jüdische Friedhof hat eine  Fläche von 9,33 Ar und heute sind noch 126 Grabsteine vorhanden. Die erste Bestattung war 1880 und die letzte fand 1950 statt.